# Opération Eclipse (1966)

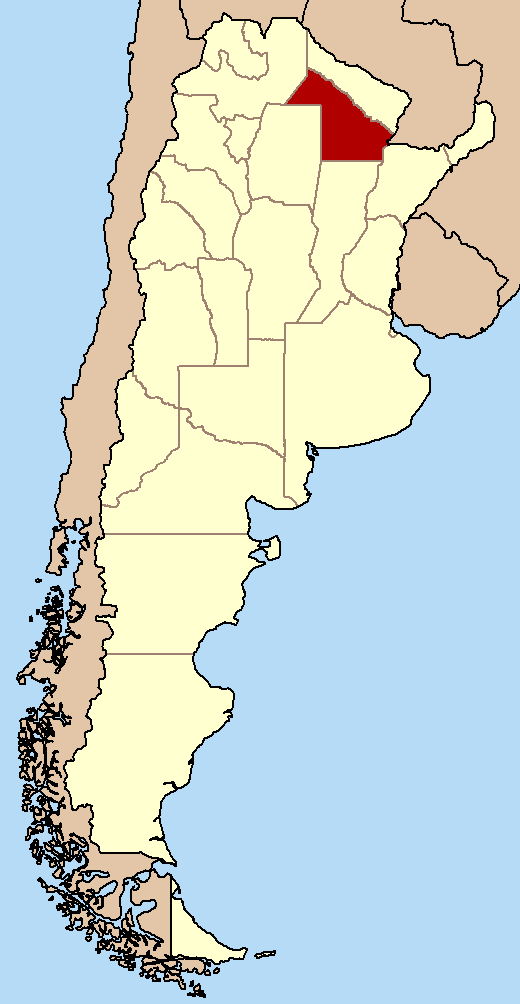
Der Raketenstart erfolgte im Osten der argentinischen Provinz Chaco

Opération Eclipse war die französische Bezeichnung für eine französisch-argentinische Forschungsmission, bei der während der Sonnenfinsternis am 12. November 1966 in Argentinien zwei französische Höhenforschungsraketen gestartet wurden, die 274 bzw. 270 km Höhe erreichten. Dies war der bis dahin größte Raketenstart in Argentinien.
Sowohl die Raketen des Typs Titus als auch die Startanlagen in der Provinz Chaco wurden speziell für diese Mission entwickelt bzw. errichtet und kamen danach nicht mehr zum Einsatz.

## Vorgeschichte
Frankreich betrieb in den 1960ern unter Leitung des Centre national d’études spatiales (CNES) ein intensives Raketenprogramm und war in diesem Bereich hinter der Sowjetunion und den USA Nummer 3 in der Welt. Im November 1965 war es Frankreich gelungen, einen eigenen Satelliten (Astérix) mit einer eigenen Rakete (Diamant) von einem eigenen Startplatz (dem CIEES in Algerien) in die Erdumlaufbahn zu bringen.
Argentinien hatte als einziger Staat in Südamerika eine Raumfahrt-Forschungsbehörde (die 1960 gegründete Comisión Nacional de Investigaciones Espaciales, CNIE) und betrieb mit Raketen der Typen Alfa Centauro, Beta Centauro und Gamma Centauro Forschung in der Hochatmosphäre. Als Startplatz diente das Centro de Experimentación y Lanzamiento de Proyectiles Autopropulsados (CELPA) bei Chamical in der Provinz La Rioja.
Die französisch-argentinische Zusammenarbeit begann im Oktober 1962. Das erste gemeinsame Projekt war der Start einer französischen Centaure-Rakete vom CELPA am 27. November 1962. Im Jahr 1964 trat das CNES an die CNIE mit dem Vorschlag heran, zur Sonnenfinsternis im November 1966 ein gemeinsames Projekt durchzuführen. Das Ziel war, die Intensität der UV-Strahlen, die vom Sonnenrand ausgingen, zu messen. Außerdem sollte die Chromosphäre der Sonne im Wellenlängenbereich Lyman-Alpha (121 nm) fotografiert werden.

## Die Sonnenfinsternis
Die Totalitätszone der Sonnenfinsternis vom 12. November 1966 bewegte sich vom Pazifik kommend über Peru, Bolivien, Argentinien, Paraguay und Brasilien über den südlichen Atlantik. Als partielle Sonnenfinsternis war sie in Mittelamerika, ganz Südamerika in Teilen der Antarktis und im südlichen Afrika sichtbar.

## Die Raketen
Der Typ Titus (Tentative d’Itération de Tacite à Usage Scientifique) wurde von der französischen ONERA speziell für diesen Einsatz entwickelt. Wichtig war die Zuverlässigkeit von Antrieb und Steuerung, damit man genau im Schatten des Mondes flog.
Es handelte sich bei der Titus um eine zweistufige Feststoffrakete, die auf den ersten beiden Stufen der Rakete Berenice basierte.

### Nutzlast
Die Nutzlast bestand im Wesentlichen aus drei Teilen:
- Die wissenschaftlichen Experimente mit der Telemetrie-Einheit
- Die Lageregelungseinheit, die die Ausrichtung zur Sonne vornahm
- Der Wiedereintrittskörper

### Wissenschaftliche Instrumente
Die Instrumente stammten vom französischen Centre national de la recherche scientifique (CNRS). Es handelte sich um ein Spektrometer mit Kamera für 300 nm, ein Doppelphotometer für den Bereich um 130 nm und eine Kamera für 130 nm. Die Telemetrie-Einheit AJAX stammte von Sud Aviation und übermittelte bis auf die Kamerabilder alle Daten per Funk an die Bodenstation.

### Lageregelung
Die Stabilisierung erfolgte durch das Gerät „Pascal“ (Pilotage Automatique pour Sondes et CApsules Laboratoires). Nach Brennschluss der zweiten Stufe, kurz vor Eintritt in den Schatten des Mondes richtete sich die Rakete durch den Einsatz von Stickstoffdüsen in Richtung der Sonne aus. Die Genauigkeit betrug dabei ein Viertel Grad. Dieses System wurde am 15. Juni 1965 beim ersten Start der einstufigen Rakete Tacite auf der Île du Levant im Mittelmeer getestet.

### Wiedereintrittskörper
Die Daten der Messgeräte konnten per Funk übertragen werden, die Filme der Kameras dagegen mussten unversehrt wieder zur Erde zurückkehren. Deshalb war es nötig, einen Teil der Sonde per Fallschirm unversehrt zur Erde zurückzubringen.
Zwar gab es bereits ein entsprechendes französisches System, es funktioniert aber nur in der Hälfte der Fälle. Als Alternative wurde ein System der amerikanischen Firma Space General Corporation, eingesetzt, einer Tochterfirma von Aerojet, die ihr System auch in der Rakete Aerobee verwendete. Die Größe war kompatibel. Auch hier wurde das System vorab getestet und zwar am 24. März und am 3. Oktober 1966 bei Starts der Veronique 61M von Hammaguir in Algerien.
Drei Wochen bevor das Material nach Argentinien geflogen werden sollte, erfuhr der für die Bergungseinheit zuständige Ingenieur zufällig, dass sich die Masse der Sonde von 250 kg auf 354 kg erhöht hatte. Eine Nachfrage bei Space General Corporation bestätigte die Befürchtung, dass der Fallschirm das höhere Gewicht nicht tragen konnte. Ein Austausch der Fallschirme in den USA kam aus Zeitgründen nicht in Frage. Stattdessen erklärte sich die französische Firma Latécoère bereit, den Fallschirm kurzfristig durch ein eigenes, stärkeres Modell zu ersetzen.

## Der Startplatz
Keine passende argentinische Einrichtung lag in der Totalitätszone, die 3000 km lang und 88 km breit war. Deshalb musste ein komplett neuer Startplatz im Norden Argentiniens errichtet werden. Der Startplatz musste leicht zugänglich sein und eine Bergung der Filmkapseln ermöglichen. Hierfür eignete sich die ebene Region Chaco im Norden Argentiniens in der Nähe der Grenze zu Paraguay. Die argentinische CNIE entschied sich für ein Gelände in der Nähe der Orte La Leonesa und Las Palmas, etwa 50 km von der Provinzhauptstadt Resistencia entfernt.
Der Startplatz hatte keinen offiziellen Namen und rangiert unter verschiedenen Bezeichnungen wie „Lapachito“ oder „Las Palmas“.
Da keine Infrastruktur vorhanden war, mussten innerhalb einiger Monate sämtliche Einrichtungen errichtet werden, unter anderem:
- Energieversorgung
- Montagehallen für Raketen (300 m²)
- Gebäude für die wissenschaftlichen Instrumente (320 m²)
- Einrichtungen für die Bahnverfolgung
- Kommandozentrale
- Zwei Startrampen, die im Winkel von 85 Grad gegen die Horizontale geneigt waren[2][3]
- Telemetrie-Einrichtungen

## Vorbereitungen
Der Flughafen Resistencia war zu dieser Zeit noch im Bau, dennoch konnten zwei Frachtmaschinen aus Frankreich dort landen, denn die Landebahn war zwar noch nicht befeuert, aber schon betriebsbereit. Die Angaben über das von Frankreich transportierten Material reichen von 270 Tonnen bis 350 Tonnen.
Der Startplatz wurde von der Luftwaffe, der Gendarmerie und der Militärpolizei abgeschirmt. Insgesamt waren 200 Personen auf der Anlage beschäftigt, davon 70 aus Frankreich.

## Flugverlauf
Mehrere tausend Zuschauer hatten sich eingefunden, um die Sonnenfinsternis und den Raketenstart mitzuerleben. Unter den Gästen waren der französische Botschafter Christian de Margerie, der Vorsitzende des Rates der wissenschaftlichen und technischen Forschung Argentiniens Bernardo Houssey, der Kommandant der argentinischen Luftwaffe General Adolfo Alvarez und der Direktor des CNES Robert Aubinière.
Ein Bereich von 500 Metern um die beiden Startrampen war evakuiert worden. Um 10:41:27 Ortszeit (13:41:27 GMT) hob erste Rakete Titus Alpha ab, Titus Bravo folgte nach 30 Sekunden.
Der Flugverlauf war für beide Raketen identisch. Die erste Stufe brannte etwa 20 Sekunden, nach 8 Sekunden antriebslosem Flug brannte die zweite Stufe ebenfalls 20 Sekunden lang. Nach Brennschluss der zweiten Stufe wurde die Nutzlastverkleidung abgeworfen und die Rakete durch das Pascal-System zur Sonne ausgerichtet. Die Messungen dauerten etwa sechs Minuten. Während die Rakete schon wieder fiel, wurde in 120 km Höhe das Bergungssystem aktiviert, das nach einiger Zeit die Fallschirme auslösen sollte.
Die Suche nach den beiden Kapseln erwies sich als schwierig, weil die Bergungssysteme nicht wie geplant Funksignale ausstrahlten. Erst am nächsten Tag fand man in einem Wald im Departamento Pirané die Reste des Wiedereintrittskörpers der Rakete Bravo. Er hatte sich zu drei Vierteln in den Boden gebohrt, weil die Fallschirme nicht ausgelöst hatten. Offenbar hatte eine Sprengladung nicht richtig funktioniert, nachdem sie einen Monat in der feuchten argentinischen Luft gelagert worden war. Der Wiedereintrittskörper der Rakete Alpha war in leicht besserem Zustand, aber auch hier hatte das System nicht richtig funktioniert. Zwar hatte die Sprengladung ausgelöst, aber nicht die vorgesehene Leine durchtrennt, so dass sich zwar der Hilfsschirm, nicht aber der Hauptschirm entfaltet hatte.

## Ergebnisse
Sowohl in Argentinien als auch in Frankreich berichteten die Tageszeitungen vom Doppelstart der französischen Raketen während der Sonnenfinsternis. Der Generaldirektor des CNES, Robert Aubinière stellte hinterher fest: „Alles ist wie geplant abgelaufen. Die Mannschaften haben perfekt funktioniert“. Die wissenschaftliche Ausbeute war aufgrund technischer Probleme in den Sonden jedoch geringer als erwartet. Immerhin reichten die Daten für eine Doktorarbeit. Der Startplatz wurde innerhalb von drei Wochen wieder abgebaut.

## Andere Raketenstarts
Anlässlich der Sonnenfinsternis arbeitete die CNIE nicht nur mit dem französischen CNES zusammen, sondern auch mit der US-amerikanischen NASA, die zwölf Arcas-Raketen zur Verfügung stellte, die allerdings wesentlich kleiner als die Titus waren. Als Startplatz diente Tartagal in der Provinz Salta, etwa 700 km nordwestlich von Resistencia. Die zwölf Raketen wurden über einen längeren Zeitraum gestartet, drei davon am Tag vor der Sonnenfinsternis. Ebenfalls von Tartagal starteten an diesem Tag drei argentinische Raketen des Typs Orion-2.

## Spätere Würdigung
Die argentinischen Filmemacher Marcel und Yoni Czombos veröffentlichten im Jahr 2012 den halbstündigen Dokumentarfilm Remigio, los cohetes. Protagonist ist Remigio Colcombet, Sohn des damaligen Ehrenkonsuls von Frankreich. Als 16-Jähriger arbeitete er als Übersetzer in diesem Projekt. Im Film zeigt er seinem Enkel Valentin den Startplatz. Nach 50 Jahren hat die Natur das Gelände zurückerobert, bis auf die betonierten Fundamente der Startrampen ist nichts mehr zu sehen. Keine Inschrift weist auf diesen Ort hin.
Der Gouverneur der Provinz Chaco Jorge Capitanich sah den Film vorab. Daraufhin ordnete er für den nächsten Jahrestag des Starts, den 12. November 2012, eine Veranstaltung vor Ort an. Zu dieser Veranstaltung waren Vertreter der Nachbarorte und Mitarbeiter des französischen Konsulats eingeladen. Außerdem wurden auch einige Gedenkplatten enthüllt. Capitanich befürwortete eine Informationsstätte am Ort.